# Tipula sexlobata
Tipula sexlobata är en tvåvingeart som beskrevs av Alexander 1938. Tipula sexlobata ingår i släktet Tipula och familjen storharkrankar. Inga underarter finns listade i Catalogue of Life.